# Alaksiej Auramienka
Alaksiej Mikałajewicz Auramienka (biał. Аляксей Мікалаевіч Аўраменка; ros. Алексей Николаевич Авраменко, Aleksej Nikołajewicz Awramienko) (ur. 11 maja 1977 w Mińsku, zm. 4 lipca 2023) – białoruski inżynier i polityk, minister transportu i komunikacji Republiki Białorusi.

## Życiorys
W 1999 ukończył Białoruski Narodowy Uniwersytet Techniczny. Po studiach rozpoczął pracę jako mistrz drogowo-budowlany w przedsiębiorstwie drogowym. W 2000 został przeniesiony na stanowisko specjalisty ds. utrzymania sieci drogowej w Komitecie Drogowym przy Ministerstwie Transportu i Komunikacji, a od 2001 pełnił podobną funkcję w również wchodzącym w skład tego ministerstwa Bieławtodorze.
Od 2006 do 2013 pracował w Departamencie Transportu, Komunikacji i Informatyzacji Urzędu Rady Ministrów Białorusi kolejno jako specjalista, zastępca szefa i szef departamentu. W 2010 ukończył Akademię Zarządzania przy Prezydencie Republiki Białorusi.
W 2013 objął stanowisko wiceministra transportu i komunikacji. W 2016 awansowany na urząd pierwszego wiceministra transportu i komunikacji.
15 stycznia 2019 prezydent Białorusi Alaksandr Łukaszenka mianował go ministrem transportu i komunikacji w rządzie Siarhieja Rumasa. Po zmianie rady ministrów w 2020 zachował stanowisko w nowym rządzie Ramana Hałouczenki.

## Sankcje z UE i innych krajów
21 czerwca 2021 został wpisany na „Czarną listę UE”. Zgodnie z decyzją Rady Unii Europejskiej Auramienka był odpowiedzialny za przymusowe lądowanie samolotu pasażerskiego FR4978 w Mińsku 23 maja 2021, w wyniku którego aresztowano Ramana Pratasiewicza i Sofię Sapiegę. Z tego powodu Auramienka został wpisany na listach sankcyjnych Wielkiej Brytanii, Kanady, Szwajcarii.
9 sierpnia 2021 został również wpisany na listę Specially Designated Nationals and Blocked Persons Stanów Zjednoczonych.